# Daniela Martín Hidalgo
Daniela Martín Hidalgo (n. Lanzarote, 1980) es una escritora española en lengua castellana.

## Biografía
Licenciada en Filología Hispánica por la Universidad Complutense de Madrid y máster de investigación en Estudios Literarios por la Universidad de Leiden. Entre 2007 y 2009, disfrutó de una beca de creación del Ayuntamiento de Madrid en la Residencia de Estudiantes. Posteriormente se instaló en los Países Bajos, donde trabajó como profesora de español. 
Su estilo poético ha sido emparentado con el de T.S. Eliot, Claudio Rodríguez, Hart Crane, William Carlos Williams o el Federico García Lorca de Poeta en Nueva York.

## Publicaciones

### Poesía
- Desolación. Destierro (Litoral Elguinaguaria, 1997).
- Memorial para una casa (La Palma, 2003).
- La ciudad circular (Litoral Elguinaguaria, 2003).
- Pronóstico del tiempo (Trea, 2015).[2]
- La piel, la pulpa, el gusano, la semilla (Pre-Textos, 2023).[3]
- Artesanía y otros poemas (Ediciones del Pampalino, 2024).

### Prosa
- En el jardín botánico (Interseptem, 2005).

### Inclusión en volúmenes colectivos
- Ludmilla (Caja General de Ahorros de Canarias, 2003).
- Rojo sobre negro: 17 relatos criminales, con prólogo de Jesús Palacios (Anroart, 2007).
- Un cadáver en la oficina, Bruno Mesa - Arúspice, Daniela Martín Hidalgo (Fundación Mapfre Guanarteme, 2014).
- Miradas. Mirades, Daniela Martín Hidalgo, Rafael Hernández García, Silvia Pons Seguí, Pere Gomila Bassa (Cabildo de Lanzarote e Institut Menorquí d'Estudis, 2018).

### Inclusión en antologías de poesía
- Aquí y ahora. Voces de poesía, sel. de Lara Moreno (Junta de Andalucía, 2008).
- Poesía canaria actual. Antología 1960-1992, ed. y sel. de Cecilia Domínguez Luis (La manzana poética, 2016).
- El pescador de letras. Antología Canarias en letras (Fundación Mapfre Guanarteme, 2019).
- Honda meditación de toda cosa. Poesía canaria del paisaje, 1990-2020, ed. de Francisco León y Jordi Doce (Fundación Ortega Muñoz, 2021).
- Acento. Antología poética para el siglo XXI (Ril Editores, 2024).